# Los Comellassos
Los Comellassos és una coma del terme municipal de Tremp, del Pallars Jussà, dins de l'antic terme de Sapeira.
Està situada al nord-est del poble de Tercui, a la dreta del barranc de Solà i a sota -sud- del Serrat de Puig Forniga.